# Gare de Coudekerque-Branche
Gare de Coudekerque-Branche vasútállomás Franciaországban, Coudekerque-Branche településen.

## Vasútvonalak
Az állomást az alábbi vasútvonalak érintik:
- Arras–Dunkirk-vasútvonal
- Coudekerque-Branche–Fontinettes-vasútvonal

## Kapcsolódó állomások
A vasútállomáshoz az alábbi állomások vannak a legközelebb:
- Gare de Dunkerque
- Gare de Grande-Synthe
- Gare de Bergues